# Real Tamale United
Real Tamale United – ghański klub piłkarski grający w pierwszej lidze ghańskiej, mający siedzibę w mieście Tamale.

## Sukcesy
- Puchar Ghany[1]:
  - finał (3): 1981, 1986, 1998.

- Ghana Telecom Gala[1]:
  - zwycięstwo (1): 1998.

## Występy w afrykańskich pucharach
| Sezon | Rozgrywki  | Runda | Kraj         | Klub                     | Dom | Wyjazd | Dwumecz      |
| ----- | ---------- | ----- | ------------ | ------------------------ | --- | ------ | ------------ |
| 1992  | Puchar CAF | 1     | Benin        | AS Dragons FC de l’Ouémé | 1–0 | 0–1    | 1–1 (k. 5–6) |
| 1996  | Puchar CAF | 1     | Sierra Leone | Ports Authority FC       | –   | –      | –            |
| 1998  | Puchar CAF | 1     | Gwinea       | Horoya AC                | 1–1 | 1–2    | 2–3          |

## Stadion
Domowe mecze klub rozgrywa na stadionie o nazwie Tamale Stadium w Tamale, który może pomieścić 21017 widzów.

## Reprezentanci kraju grający w klubie od 1980 roku
Stan na maj 2023.
| - David Abagna - Amos Acheampong - Kwami Adzagba - Hafan Albarka - Felix Annan - Daniel Coleman - Abubakari Damba - Mohammed Gargo | - Abdul Fatawu Mohammed - Hamza Mohammed - Sheriff Deen Mohammed - Stephen Oduro - Abédi Pelé - Illiasu Shilla - Mohammed Yahaya - Alfa Potowabawi |